# Vlag van Stoumont
De vlag van Stoumont is bevestigd door het gemeentebestuur als de vlag van de Luikse gemeente Stoumont. De vlag kan als volgt worden beschreven:
Twee even lange banen van groen en van wit.
De herkomst van de kleuren zijn onbekend. Dit gemeentevlag is identiek aan de vlag van Theux, en de vlag van Verviers.
De Raad van Heraldiek en Vexillologie (Frans: Conseil d’héraldique et de vexillologie) stelde een gele vlag met een rode rand en een rode diagonale baan. De vlag is gelijk aan het gemeentewapen.

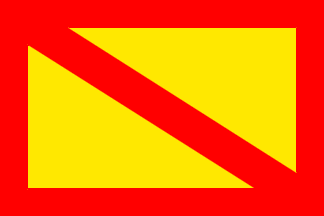
Vlagontwerp van de Raad van Heraldiek en Vexillologie
Vlag van Theux
Vlag van Verviers